# Johan Lange (1911-2007)
 For alternative betydninger, se Johan Lange. (Se også artikler, som begynder med Johan Lange)
Johan Lange (født 1. marts 1911 i Ribe, død 5. maj 2007) var en dansk botaniker og professor ved Landbohøjskolen fra 1964 til 1981.

## Biografi
Lange blev født i Ribe i 1911 og blev student fra Ribe Katedralskole 1929. Han kom efterfølgende i lære som gartner, og han blev hortonom i 1936. Lange fortsatte med at uddanne sig og blev cand.mag. i botanik i 1946.
I 1950 blev Lange ansat som dendrolog på Den Kongelige Veterinær- og Landbohøjskole. I 1959 blev han lektor, og fra 1964 til 1981 professor i systematisk botanik sammesteds.
Lange studerede meget brugen af planter i kulturhistorien, samt forhold vedrørende deres navne og navngivning. Hans store værk Ordbog over Danmarks plantenavne udkom i tre bind fra 1959 til 1961. Han blev dr. phil. i 1966 med en afhandling om primitive plantenavne.
I 1972 blev Lange Ridder af Dannebrog. Han døde i 2007 og er begravet på Frederiksberg Ældre Kirkegård.

## Foreninger og selskaber
Lange var medstifter af både Dansk Dendrologisk Forening og Havebrugshistorisk Selskab, og var formand for sidstnævnte i over 10 år. Han var også medlem af Det kgl. Haveselskabs bestyrelse.

## Familie
Lange kommer fra en slægt som har fostret mange botanikere. Johan Lange var søn af adjunkt Jonathan Lange (1865-1913) og Ingeborg Sophie Lange (født Horneman, 1870-1954). Både faren og i højere grad farens lillebror Axel Lange (1871-1941) var kendte botanikere. Jonathan og Axel Lange var selv sønner af Johan Lange (1818-1898) som ligesom sønnesønnen af samme navn også var botaniker og professor ved Landbohøjskolen.
Johan Langes (farfaren) bror Morten Thomsen Lange (1824-1875) var præst, men er i botanikerkredse kendt for at have skrevet den første danske lokalflora Den sydfynske Ögaards Vegetation (1858). Morten Thomsen Langes søn Jakob Lange (1864-1941) var en internationalt kendt botaniker og mykolog. Jakob Langes søn Morten Lange (1919-2003) var også en internationalt kendt botaniker og mykolog.
Endelig var Johan Lange (farfaren) og Morten Thomsen Langes morbror J.W. Hornemann (1770-1841) som var professor i botanik ved Københavns Universitet.
Lange blev i 1944 gift med overlærer Rigmor Fabritius Winde Lange (født Thaning, 1914-2013).